# Mark Lilla
Mark Lilla (1956 –) é um cientista político, historiador das ideias e jornalista norte-americano, professor de humanidades na Universidade Columbia, em Nova Iorque. Um liberal autodeclarado, frequentemente, embora não consistentemente, apresenta pontos de vista a partir dessa perspectiva.

## Biografia
Um colaborador frequente do New York Review of Books, do The New York Times e de publicações em todo o mundo, é mais conhecido por seus livros The Once and Future Liberal: After Identity Politics, The Reckless Mind: Intellectuals in Politics, The Stillborn God: Religion, Politics, and the Modern West e The Shipwrecked Mind: On Political Reaction. Após ter sido professor na Universidade de Nova Iorque e no Comitê de Pensamento Social da Universidade de Chicago, ingressou na Universidade Columbia em 2007 como professor de Humanidades. Participou de muitas palestras, como no Memorial Weizmann em Israel, as Palestras de Carlyle na Universidade de Oxford e as Palestras MacMillan sobre Religião, Política e Sociedade na Universidade Yale.

## Obra
- A Grande Separação - Religião, Política e o Ocidente Moderno (2007),[2]
- A Mente Imprudente (2017),[3]
- O progressista de ontem e o do amanhã - Desafios da democracia liberal no mundo pós-políticas identitárias (2018),[4]
- A mente naufragada: sobre o espírito revolucionário (2018),[5]